# Mosaïque des Jeux du cirque
La mosaïque des Jeux du cirque est une mosaïque datant de l'Antiquité romaine, découverte en 1806 dans le quartier d'Ainay, à Lyon, l'antique Lugdunum. Elle est aujourd'hui exposée au Musée gallo-romain de Fourvière.

## Histoire d'une découverte

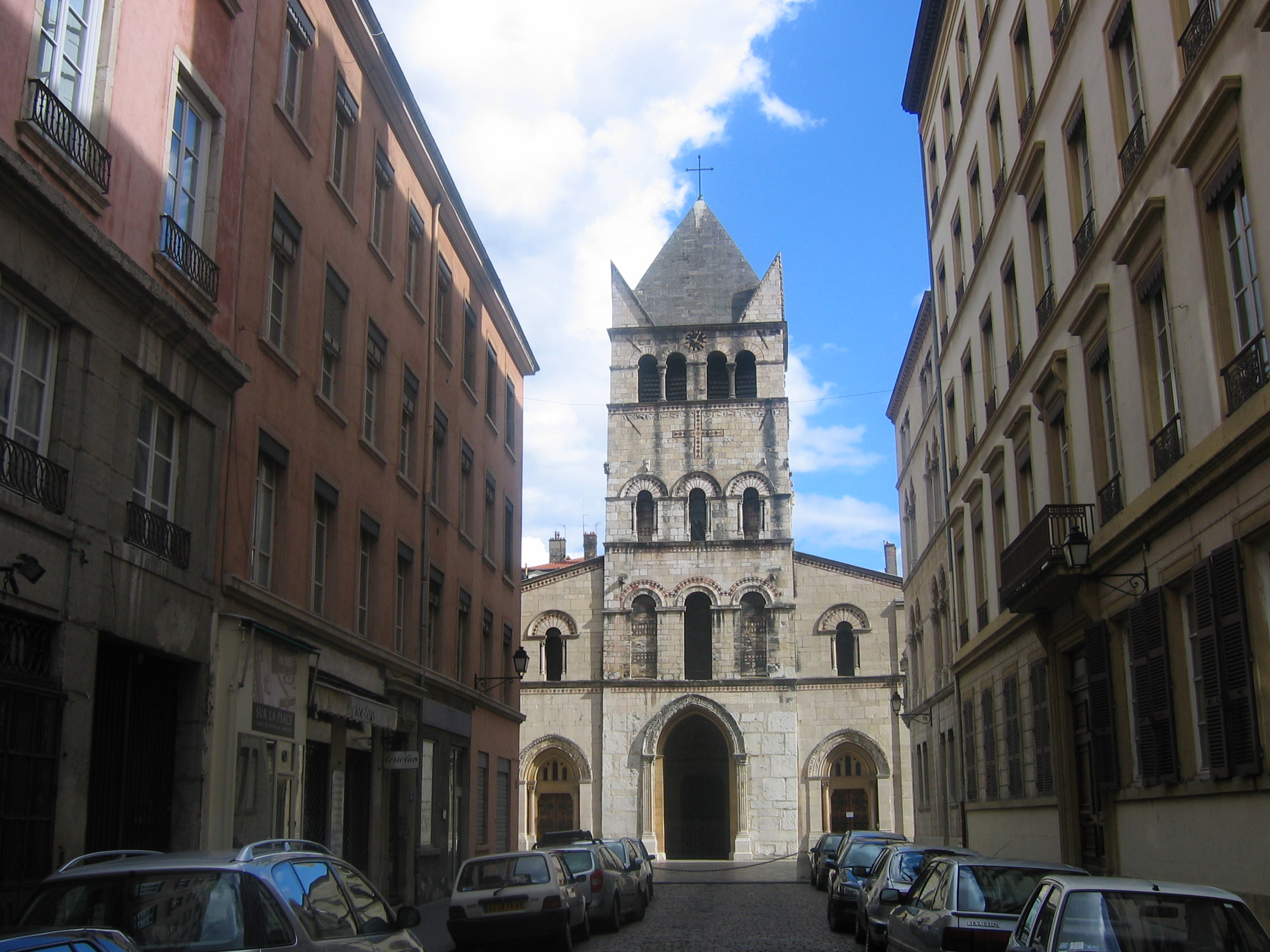
La basilique Saint-Martin d'Ainay, non loin du lieu de découverte de la mosaïque

Cette œuvre est également connue sous le nom de mosaïque « Macors », du nom de Paul Macors, propriétaire du clos sur lequel ont été découvertes les mosaïques dans le quartier d’Ainay entre 1806 et 1809. Selon les chroniqueurs de l’époque, elle aurait été découverte à trois endroits différents, mais proches : soit à l'angle sud-est des rues Victor-Hugo et Jarente, soit 24 rue Jarente ou bien encore 39 rue Victor-Hugo.
Sur le lot VI, la mosaïque dite « du cirque » est mise au jour le 18 février 1806 par des ouvriers creusant un réservoir. Enfouie sous un mètre de terre végétale, elle ne présente aucun indice de ruine. Le gravier rougeâtre qui la recouvre semble indiquer qu’elle aurait été recouverte afin de la protéger. Seul le motif de la grecque, entourant la mosaïque et destiné à en augmenter visuellement la taille, est très dégradé. Paul Macors, conscient de son intérêt et désireux de la protéger, fait construire un petit temple dorique au-dessus de la mosaïque. 
Du 5 au 20 juin 1806, les Lyonnais et autres curieux peuvent visiter la mosaïque moyennant une participation qui paie l’effort des ouvriers. Le 26 juin 1806, des instituteurs et leurs élèves sont invités à venir l'observer, puis le jardin est fermé, probablement pendant la construction du temple. On ne sait à quel moment la visite est à nouveau possible, mais M. Macors précise que, du 1er novembre 1808 au 1er mai 1809, la mosaïque ne sera plus visible et qu’il sera fait de nouvelles fouilles. Il découvre alors une nouvelle mosaïque, dite de « Méléagre » qu’il fait protéger par la construction d’un deuxième pavillon. Amoureux des Arts, M. Macors décide de créer le Cercle du Jardin des Mosaïques afin que visiteurs et curieux viennent se cultiver et s’offrir un moment de détente . Ce Cercle ne dure qu’une année, du 1er juillet 1809 au 30 juin 1810, et la mort de Paul Macors le 12 mars 1811 précipite la vente du jardin des Mosaïques. Le Conseil municipal délibère le 29 mai 1811 à ce sujet et crée une commission chargée de fixer les modalités de l’acquisition du terrain par la ville. Le Conseil décide d’ajourner sa décision à la séance du 20 avril 1812. Le « Rapport la Chaussagne » fixe le prix d’achat de la mosaïque à 5 000 francs et projette d’acheter le terrain attenant. Le Conseil ajourne sa décision.
Le terrain de M. Macors est alors divisé en deux : au nord, la maison, au sud le temple qui recouvre la mosaïque. L’adjudication a lieu le 18 septembre 1812 et les terrains sont adjugés à Vincent Dépierre et son fils Charles, résidant rue Sainte-Catherine. Les nouveaux propriétaires font une nouvelle offre au Conseil municipal et c’est alors que le préfet, Monsieur le Comte de Bondy, suggère au maire d’inscrire une somme de 6 000 francs sur le budget 1813 pour l’acquisition de la mosaïque afin qu’elle reste à Lyon. Mais la Ville arrive trop tard : elle apprend que la mosaïque a déjà été cédée le 10 août 1813 à deux architectes, Victor Ruffaut et Jacques Rivoiron, pour 4 900 francs. Ceux-ci détruisent le temple et décident de transférer la mosaïque à Paris. C’est sans compter sur la volonté du maire de Lyon, d’Albon qui, en vertu de la loi du 18 brumaire an III relative à la protection des monuments, prend un arrêté interdisant l’enlèvement des deux mosaïques. La Ville s’engage à leur payer les 4 900 francs qu’ils ont engagés, auxquels elle ajoute 2 100 francs à titre de remboursement des frais et indemnités. Elle s’engage à déplacer la mosaïque dans un délai de trois mois. Un hangar est alors construit pour protéger le pavement. Le total des opérations coûtera finalement 7 535 francs et le déplacement de la mosaïque attendra... 1818 !
Acquise en 1813, la mosaïque doit encore subir plusieurs dégradations : les Dépierre comblent les fossés destinés à protéger le pavement de l’humidité et décident de clôturer le terrain. Ces agissements sont dénoncés le 16 avril 1814 auprès du maire par François Artaud, directeur du musée des Beaux-Arts, et le lendemain, les Dépierre écrivent au maire pour exiger le déplacement du pavement. En 1815, les Dépierre récidivent et molestent le gardien engagé par la mairie afin de surveiller le terrain. Ils se plaignent de ne pouvoir percer les rues qu’ils projettent dans leur terrain afin de vendre des lots à bâtir. Le 26 juillet 1817, les Dépierre menacent sous quinzaine de poursuivre les travaux qu’ils ont d’ores et déjà engagés, dont la conséquence serait la destruction du pavement antique. Le préfet prend alors un arrêté interdisant aux Dépierre de continuer les travaux et les obligeant à céder le terrain à la ville qui s’engage à déplacer la mosaïque.

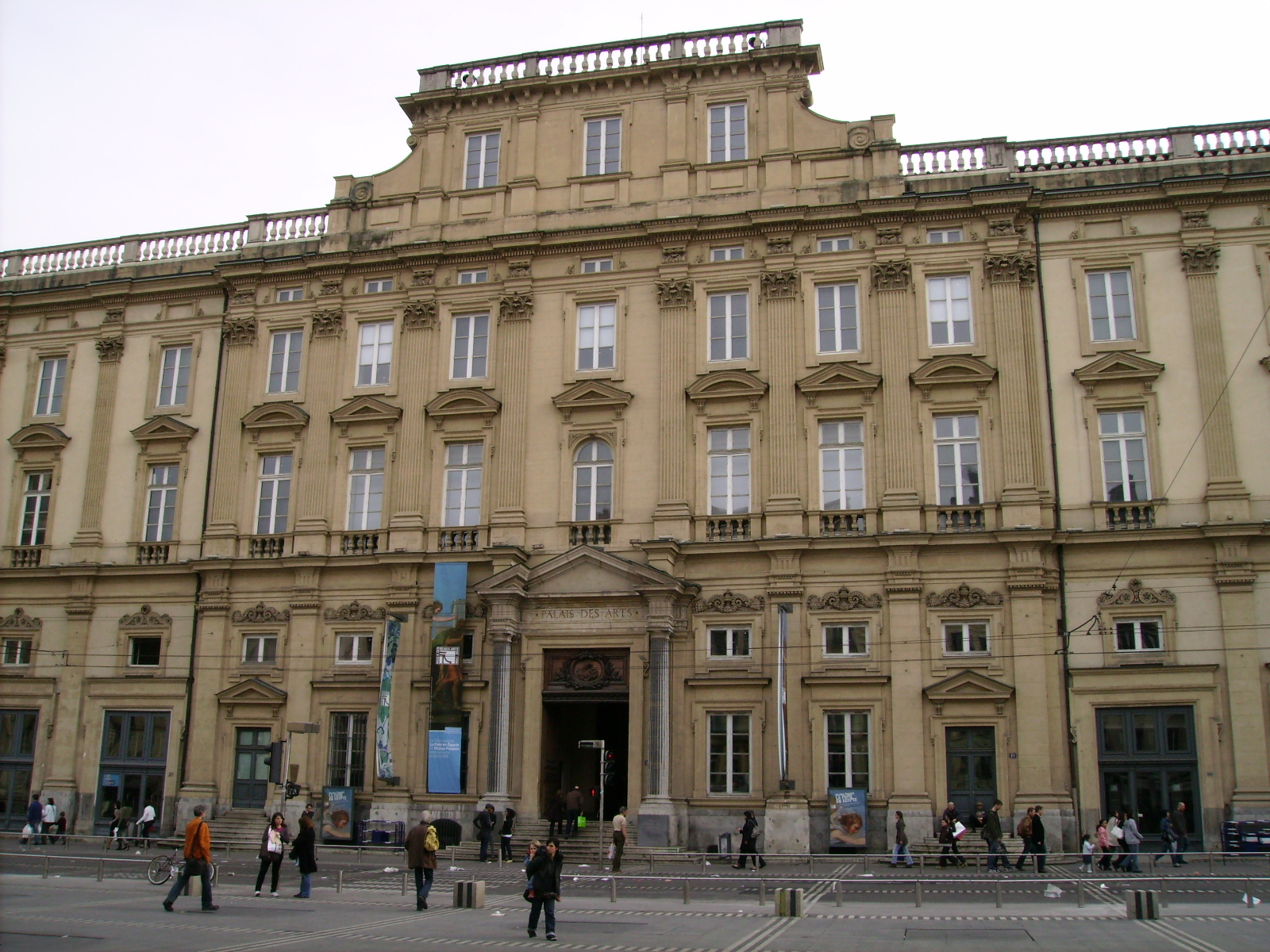
Musée des Beaux-Arts de Lyon où la mosaïque est visible à partir de 1820 jusqu'à son déménagement dans l'actuel musée gallo-romain de Fourvière.

On se demande encore aujourd’hui ce qui a autant retardé le déplacement de la mosaïque. Il faut entrevoir une réponse dans les difficultés techniques occasionnées par ce transfert. Artaud ne donne aucune autre explication que de mauvaises circonstances politiques. Une seule technique connue à ce moment-là, celle de Schneyder, permet de déplacer une mosaïque, si le ciment est sain, ce qui ne semble pas être le cas car il a été altéré par l’humidité. Il faut donc attendre le procédé de Belloni pour que les mosaïques lyonnaises, à commencer par celle des « Jeux du cirque », puissent être déplacées. Ce sera ensuite le tour de la mosaïque « Cassaire », puis celle dite de « Michoud ». Belloni, directeur de la manufacture royale des mosaïques à Paris, invente une méthode pour déplacer les mosaïques. Le comte de Fargues, maire de Lyon, l'apprend et indique au Conseil municipal que M. Belloni accepte de venir à Lyon pour le transport de la mosaïque au Palais Saint-Pierre, au prix de 6 000 francs. Le mosaïste parisien arrive à Lyon début octobre 1818 et les travaux de déplacement ont lieu du 8 octobre au 3 novembre. Il faut huit mois de travaux pour restaurer le pavement dans l’atelier de Belloni qui invite une personne compétente à vérifier les pièces de la mosaïque avant son déplacement. Celui-ci est effectué par l’entreprise Veuve Souplet et Compagnie. Le musée Saint-Pierre accueillera la mosaïque sur le plancher de la Salle des Antiques, alors que l’inventaire de 1833 la situe dans le Cabinet des Antiques, pièce située à l’angle sud-est du musée. La mosaïque sera finalement déposée en décembre 1819 et janvier 1820. En 1835, Artaud précise que le coût total de restauration et de déplacement a atteint environ 23 000 francs, bien loin des 6 000 francs que le Conseil avait consenti en 1817.
En 1863, le déplacement de la mosaïque est décidé lors de l’agrandissement du musée sur l’actuelle rue Édouard-Herriot. Le nouvel emplacement choisi est la salle des plâtres antiques, au premier étage de l’aile orientale. Le 20 mars 1870, le préfet décide de confier une nouvelle restauration de la mosaïque (ainsi que celle dite des « Jeux d’enfants ») aux mosaïstes Mora père et fils. La mosaïque des Jeux du cirque rejoint alors la mosaïque Cucherat ou « des Poissons », présente dans la salle des plâtres antiques depuis 1845. En 1921, lors de la rédaction de la Revue du Lyonnais, la mosaïque repose toujours dans cette même salle. 

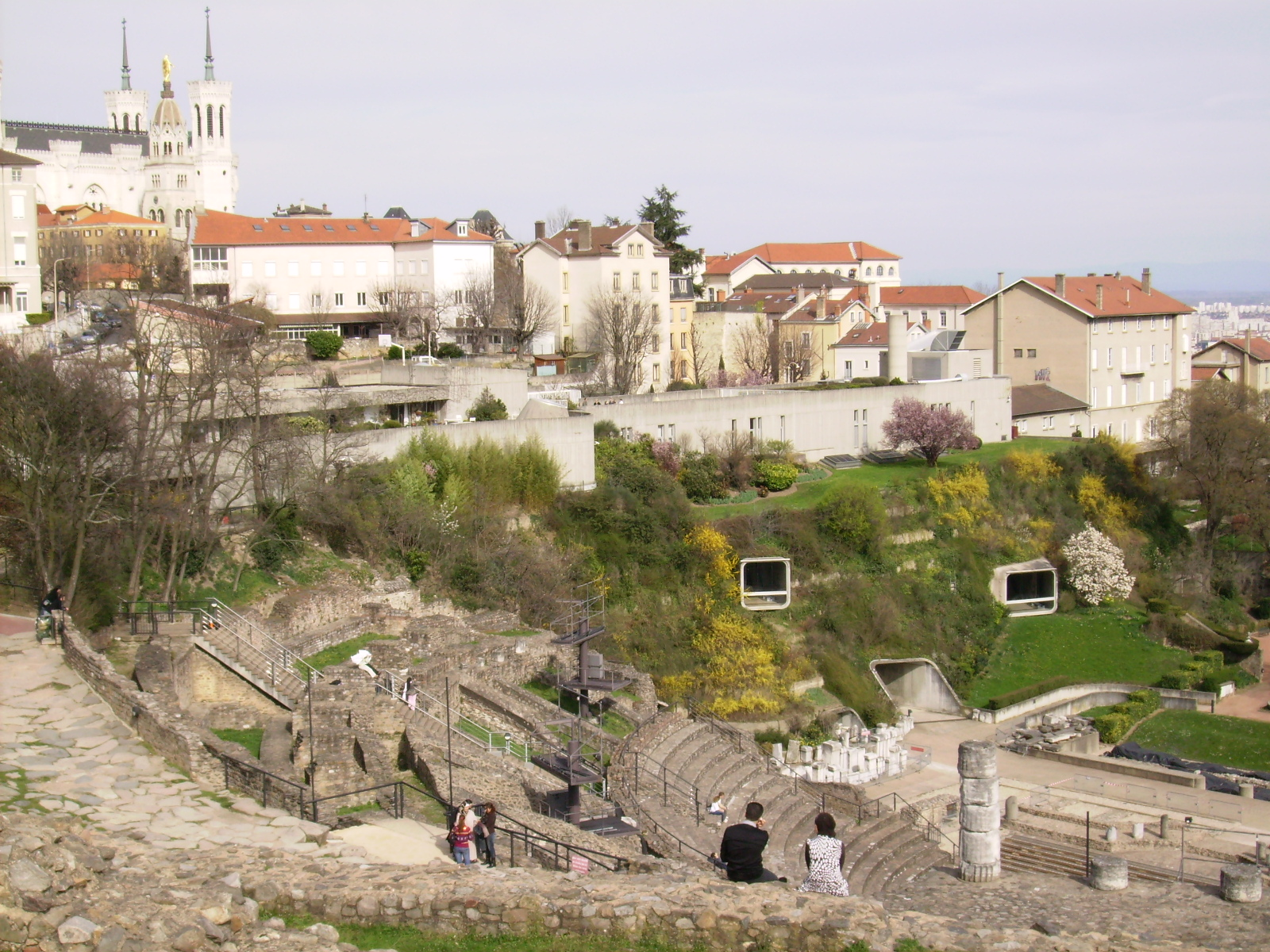
Le musée gallo-romain de Fourvière

En 1975, la mosaïque déménage dans le Musée gallo-romain de Fourvière.

## Un problème de sources
Artaud publie trois descriptions quasiment identiques de la mosaïque dans ses deux monographies de 1806 et dans le livre de 1835. La planche dessinée et gravée illustre la monographie in-folio de 1806 et est suivie de trois images de détail dans le livre de 1835. Plusieurs reproductions de la mosaïque, plus ou moins heureuses, figurent dans des publications postérieures, telles que l’Histoire des Romains de Victor Duruy ou dans Gallia de Camille Jullian. Il faut donc admettre que seule la planche d’Artaud représente la mosaïque telle qu’elle a été trouvée, sans rénovation. Bien qu’elle admette quelques interprétations, cette première planche présente la mosaïque telle qu’elle était en 1806, non pas celle que présente Belloni en 1818.

## Description
Artaud donne les dimensions du pavement in situ 5,035 × 3,086 m. Après la seconde repose dans la salle de la Momie, Comarmond mesure 4,97 × 3 m, dimensions très proches de celles d'aujourd’hui.
La mosaïque est de forme rectangulaire. Son champ est noir, le décor polychrome. De l’extérieur vers l’intérieur, la mosaïque présente un encadrement constitué d'une frise de dents blanches, puis un liseré noir de trois tesselles de large, puis à nouveau un liseré blanc large de deux tesselles. Vient ensuite un grand rinceau sortant d’une coupe placée à gauche et dont les lobes sont garnis de fleurs à quatre pétales, plus large sur le côté droit de la mosaïque où la décoration aboutit à une riche décoration végétale. Vient ensuite un filet blanc large de trois tesselles, puis une grand tresse ininterrompue, puis encore un filet blanc de trois tesselles.

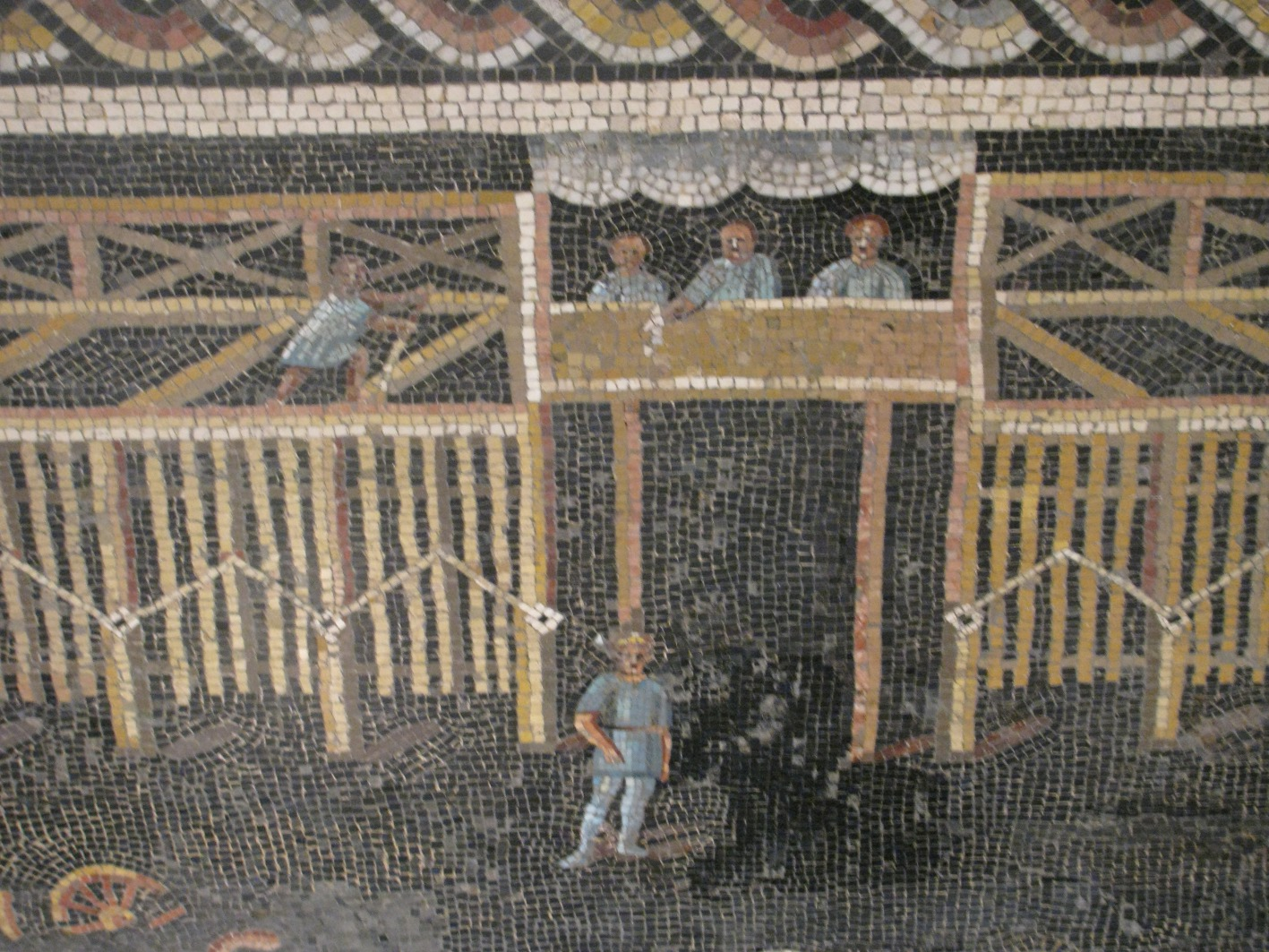
Carceres, dont l'ouverture est faite par un levier. Au-dessus, la loge officielle, devant, un préposé, peut-être un héraut

Le décor central présente l’arène d’un cirque sans les gradins. Sur le côté gauche se trouvent les stalles des chars (carceres), surmontées d’une loge (pulvinar) formant l’oppidum. Celui-ci est en charpente, ce qui tendrait à prouver que la mosaïque est l’image du cirque de la ville antique de Lugdunum, corroborant le lien avec l’épigraphie, notamment la mention du collège des centonaires qui financent la reconstruction du cirque après que ses gradins de bois ont brûlé.
La porte par laquelle sortent les chars, la porta pompae, est encadrée par deux piliers dont l’un a disparu sous une fissure du pavement, qui cache également un personnage dont on ne connait que la tête surmontée d’une coiffe rouge et des braies bleues. Peut-être est-ce l’inspecteur des jeux. De part et d’autre de la porta pompae se trouvent huit carceres, quatre de chaque côté. La mosaïque pourrait être datée selon l’hypothèse d’une antériorité au règne de Domitien qui a instauré l’usage de six chars, donc douze carceres, six pour la sortie des chars et six pour leur rentrée. La loge des juges est occupée par trois personnages dont un central, le commanditaire du spectacle, qui tient la mappa, linge blanc lâché pour signifier le départ de la course.
La spina, massif de maçonnerie central autour duquel  tournent les chars, partage l’arène dans sa plus grand longueur. Elle présente deux bassins rectangulaires dont celui de gauche contient un obélisque. Dans le passage entre les bassins se trouvent deux personnages.  La mosaïque lyonnaise est remarquable notamment par la représentation de trois juges dans la loge, mais aussi par l’absence de ces autels et petits temples qui ornent les autres spinae connues, ici remplacés par des bassins. Chacun des deux présente un ensemble de piliers et d’architrave, portant l’un sept boules et l’autre sept dauphins crachant de l’eau. Ces boules ovales (ou œufs) et ces dauphins sont abaissés à chaque tour de piste (curriculum).
Du personnel se trouve sur le bord de la piste : un sparsor (« arroseur ») tient une vasque pleine d'eau, il est chargé d'arroser la piste, les chevaux, et les roues des chars en cas d'échauffement excessif. Dans l'angle, un agitator tient un fouet, probablement pour exciter les chevaux, et des ciseaux, forces, peut-être destinées à sectionner les rênes des chevaux en cas d'accident. Un cavalier isolé chevauche à côté des coureurs, peut-être un commissaire de course.

### Galerie

Musée gallo-romain de Fourvière.
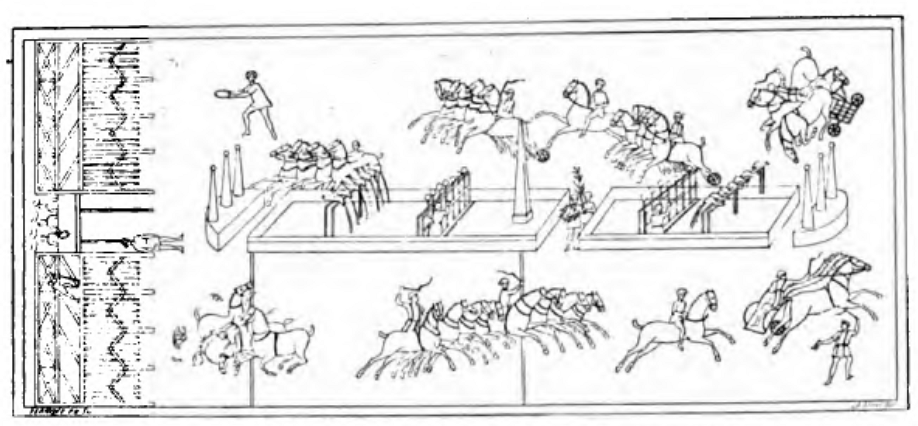
Dessin du carré central de la mosaïque, par Adrien Allmer, illustration du Catalogue Sommaire des Musées de la Ville de Lyon, 1887
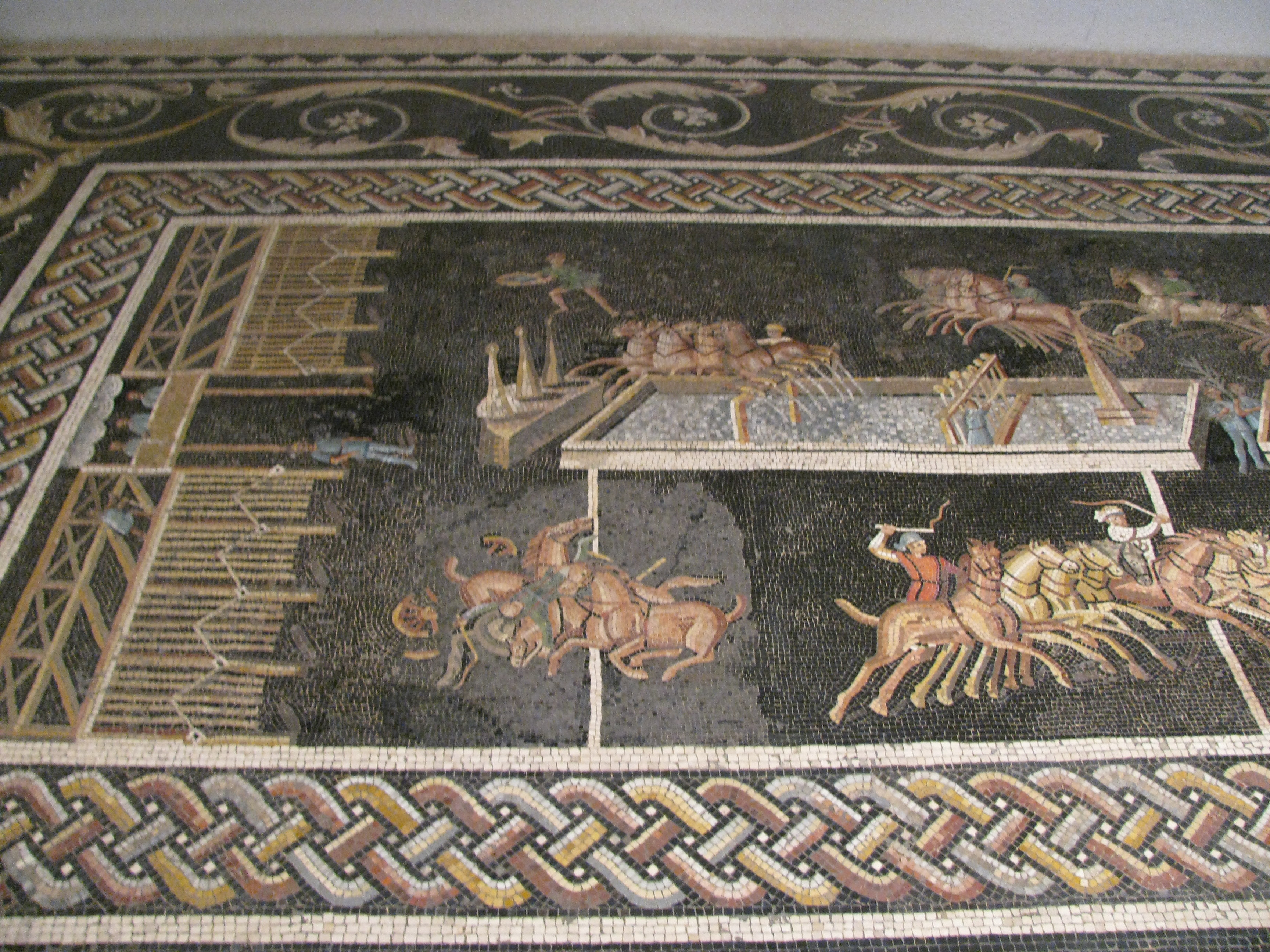
Mosaique des jeux, partie gauche : Caceres et pulvinar.
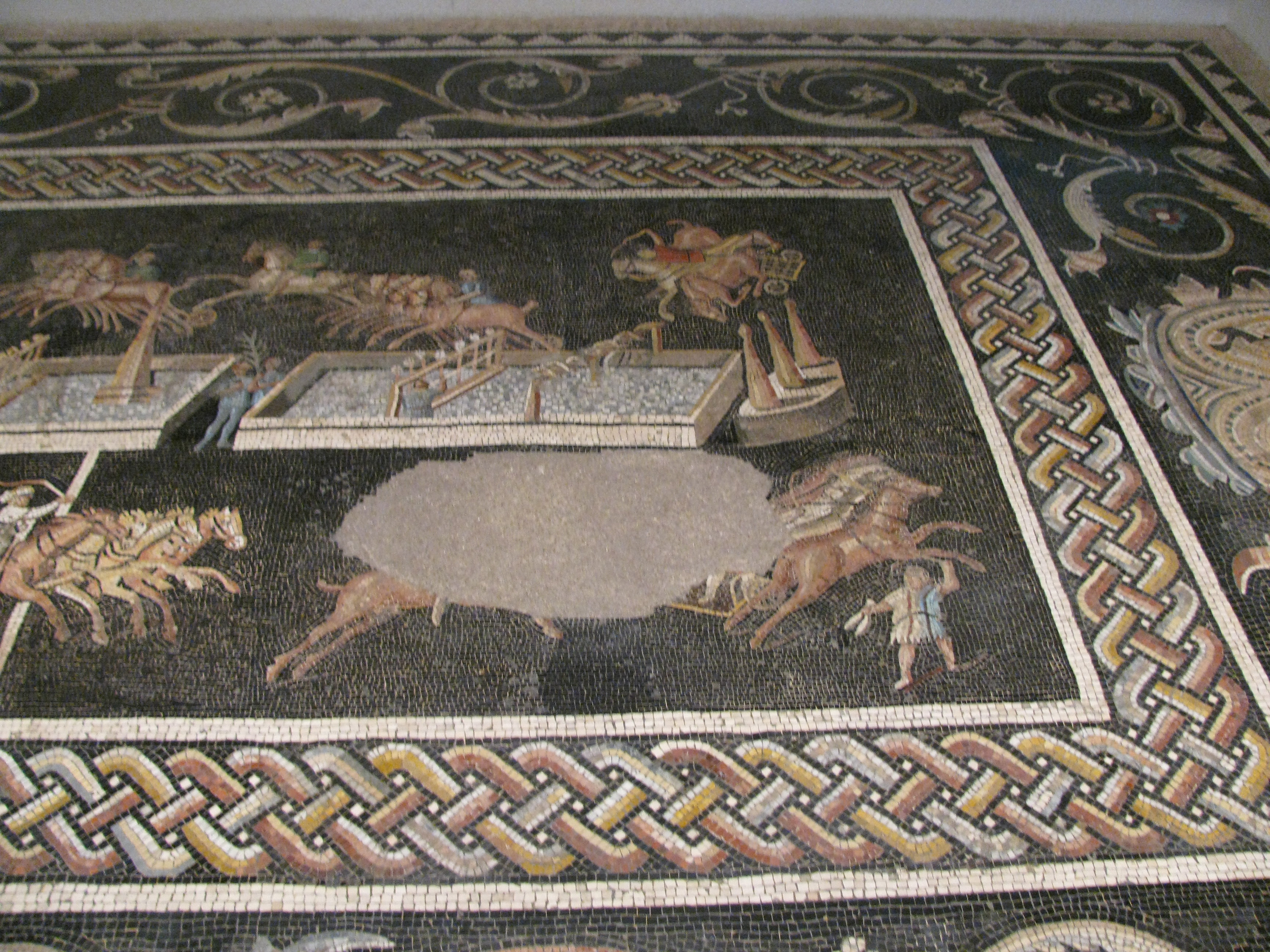
Mosaique des jeux, partie droite : virage autour du bassin central, orné de boules et de dauphins.
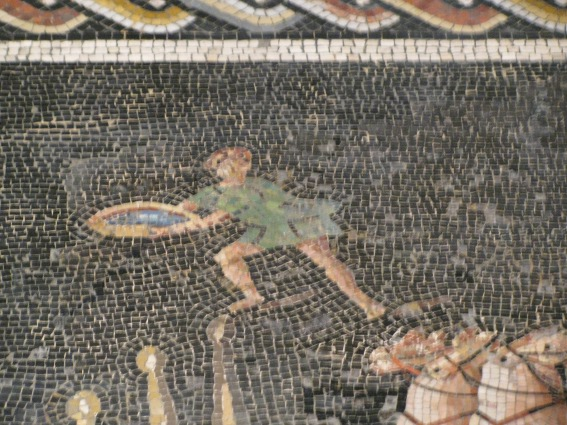
Détail : le sparsor s'apprête à asperger les chevaux ou la piste.
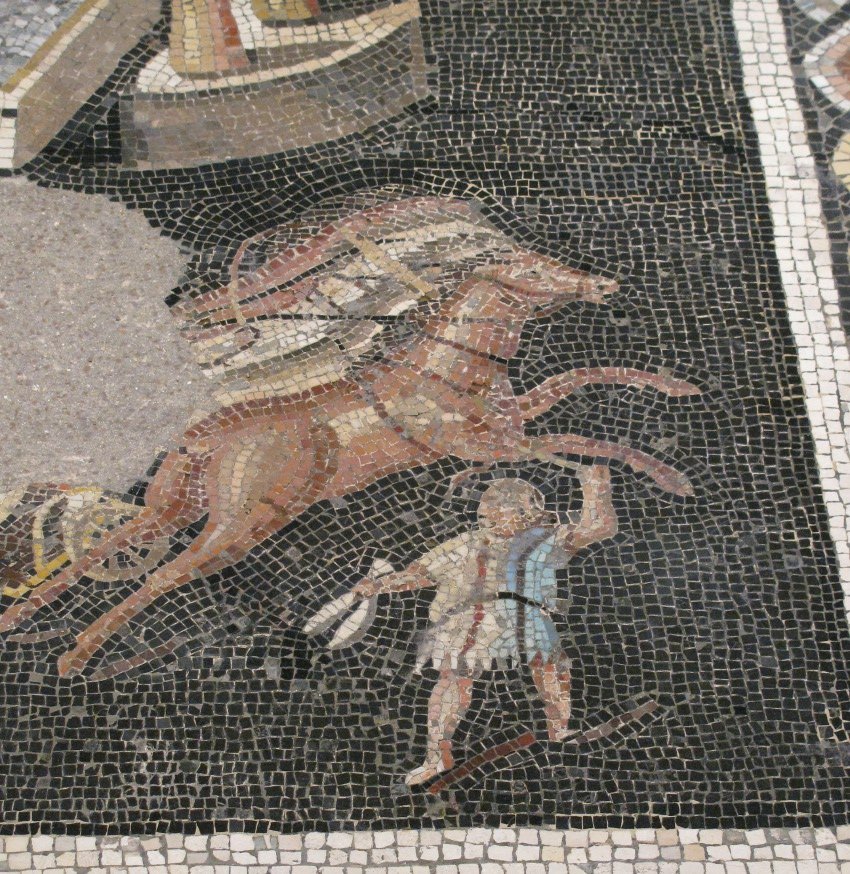
Détail : l'agitator excite les chevaux avec son fouet.

## Analyse
Elle représente un détail d'une course de quadriges et daterait du IIe siècle.